# Păunești, Mehedinți
Păunești este un sat în comuna Godeanu din județul Mehedinți, Oltenia, România.

## Vezi și
- Biserica de lemn din Păunești